# Tour de l'Utah 2019
Le Tour de l'Utah 2019 est la 15e édition de cette course cycliste sur route masculine disputée dans l'Utah, aux États-Unis. Il a lieu du 12 au 18 août 2019. Il fait partie du calendrier UCI America Tour 2019 en catégorie 2.HC.

## Présentation

### Équipes
| WorldTeams (2)- EF Education First - Trek-Segafredo Équipes continentales professionnelles (5)- Nippo Vini Fantini Faizanè - Israel Cycling Academy - Hagens Berman Axeon - Rally UHC Cycling - Neri Sottoli-Selle Italia-KTM Équipes continentales (10)- 303Project - Aevolo - Arapahoe-Hincapie p/b BMC - Canel's-Specialized - Dauner-AKKON - DCBank Pro Cycling - Elevate-KHS Pro Cycling - Team BridgeLane - Wildlife Generation p/b Maxxis - Floyd's Pro Cycling |
| |

### Favoris
L'équipe EF Education First prend le départ de cette édition avec seulement cinq coureurs. Car la veille Tejay van Garderen décide de ne pas prendre le départ, et Daniel Martínez alors qu'il était inscrit dans la liste, ne s'est pas rendu au départ du contre-la-montre. Ces deux coureurs étaient les favoris pour cette édition. Mais l'équipe peut compter sur ses deux anciens vainqueurs du Tour de l'Utah : Joe Dombrowski en 2015 et Lachlan Morton en 2016. Le vainqueur de l'année 2017 Rob Britton de l'équipe Rally-UHC est également au départ. L'équipe Worthy compte sur Serghei Țvetcov pour le classement général et Travis McCabe pour les victoires au sprint.

### Étapes
| Étape     | Date    | Villes étapes                                                   | type                        | Distance (km) | Vainqueur d'étape | Leader du classement général |
| --------- | ------- | --------------------------------------------------------------- | --------------------------- | ------------- | ----------------- | ---------------------------- |
| Prologue  | 12 août | Snowbird Ski and Summer Resort – Snowbird Ski and Summer Resort | contre-la-montre individuel | 5,3           | James Piccoli     | James Piccoli                |
| 1re étape | 13 août | North Logan – North Logan                                       | étape de moyenne montagne   | 139,9         | Umberto Marengo   | Lawson Craddock              |
| 2e étape  | 14 août | Brigham City – Powder Mountain                                  | étape de montagne           | 135,8         | Ben Hermans       | Ben Hermans                  |
| 3e étape  | 15 août | parc d'État d'Antelope Island – North Salt Lake                 | étape de moyenne montagne   | 138,3         | Ben Hermans       | Ben Hermans                  |
| 4e étape  | 16 août | Salt Lake City – Salt Lake City                                 | étape vallonnée             | 86,5          | Marco Canola      | Ben Hermans                  |
| 5e étape  | 17 août | Canyons Resort – Canyons Resort                                 | étape de montagne           | 128           | Lachlan Morton    | Ben Hermans                  |
| 6e étape  | 18 août | Park City – Park City                                           | étape de montagne           | 125,9         | Joe Dombrowski    | Ben Hermans                  |

### Récit de la course
La première étape compte deux circuits. Après avoir rattrapé Travis Samuel le dernier de l'échappée, les coureurs de Neri Sottoli dans le peloton attaquent la dernière montée l'un après l'autre et un groupe de six coureurs s'extirpe. Bongiorno est quelques mètres devant, il est rejoint dans le dernier hectomètre et son coéquipier Marengo remporte l'étape. Le deuxième du prologue Lawson Craddock est présent dans ce groupe et devient le maillot jaune du général.
La deuxième étape comporte une ascension finale à 10 % sur douze kilomètres. Les échappés sont rejoints peu avant la montée. Peter Stetina attaque alors que le maillot jaune est lâché, mais Piccoli, Hermans et Dombrowski sont très proches derrière. Mais ce dernier a des difficultés à maintenir l'allure. Niklas Eg revient vers la tête de course quand Stetina est rejoint. Hermans se trouve seul en tête, Piccoli et Eg sont à quelques dizaines de mètres. Le Belge remporte l'étape et est le nouveau maillot jaune.
La troisième étape se termine par un circuit à effectuer à quatre reprises avec une côte de 2700 mètres dans la ville de North Salt Lake. Dans l'avant dernier tour, Craddock et Murphy réussissent à rejoindre le restant de l'échappée. Le champion américain Alex Howes se met à l'avant du groupe pour Craddock. Mais à l'arrière les Trek Segafredo sont à quatre coureurs pour revenir sur la tête. Dans la dernière montée, James Piccoli attaque dans ce groupe de poursuivants, avant que le maillot jaune Ben Hermans n'aille chercher la victoire d'étape.
La quatrième étape se déroule dans Salt Lake City, avec huit tours d'un circuit de dix kilomètres. À chaque tour des groupes se créent jusqu'à quinze coureurs qui se font rejoindre par le peloton ou la création d'un nouveau groupe. Dans le troisième tour, Tvetcov et McCabe s'échappent du groupe de tête pour les points du sprint sur la ligne d'arrivée. Dans le septième tour, McCormick est seul à l'avant. Almeida attaque dans les derniers kilomètres, et Piccoli tente également. Marco Canola gagne le sprint devant McCabe.

## Classements finals

### Classement général final
| \| Classement général \| Classement général \| Classement général \| Classement général \| Classement général \| \| Coureur \| Coureur \| Pays \| Équipe \| Temps \| \| ------------------ \| ------------------ \| ------------------ \| ----------------------- \| ------------------ \| \| 1er \| Ben Hermans \| Belgique \| Israel Cycling Academy \| 18 h 46 min 09 s \| \| 2e \| James Piccoli \| Canada \| Elevate-KHS Pro Cycling \| + 50 s \| \| 3e \| Joe Dombrowski \| États-Unis \| EF Education First \| + 1 min 32 s \| \| 4e \| João Almeida \| Portugal \| Hagens Berman Axeon \| + 2 min 26 s \| \| 5e \| Niklas Eg \| Danemark \| Trek-Segafredo \| + 2 min 57 s \| \| 6e \| Kyle Murphy \| États-Unis \| Rally UHC Cycling \| + 3 min 20 s \| \| 7e \| Lawson Craddock \| États-Unis \| EF Education First \| + 4 min 08 s \| \| 8e \| Keegan Swirbul \| États-Unis \| Floyd's Pro Cycling \| + 4 min 40 s \| \| 9e \| Peter Stetina \| États-Unis \| Trek-Segafredo \| + 5 min 22 s \| \| 10e \| Matteo Badilatti \| Suisse \| Israel Cycling Academy \| + 5 min 28 s \| |                  |            |                         |                  |
| |                  |            |                         |                  |
| Source : ProCyclingStats |                  |            |                         |                  |
| Classement général |                  |            |                         |                  |
| Coureur | Coureur          | Pays       | Équipe                  | Temps            |
| 1er | Ben Hermans      | Belgique   | Israel Cycling Academy  | 18 h 46 min 09 s |
| 2e | James Piccoli    | Canada     | Elevate-KHS Pro Cycling | + 50 s           |
| 3e | Joe Dombrowski   | États-Unis | EF Education First      | + 1 min 32 s     |
| 4e | João Almeida     | Portugal   | Hagens Berman Axeon     | + 2 min 26 s     |
| 5e | Niklas Eg        | Danemark   | Trek-Segafredo          | + 2 min 57 s     |
| 6e | Kyle Murphy      | États-Unis | Rally UHC Cycling       | + 3 min 20 s     |
| 7e | Lawson Craddock  | États-Unis | EF Education First      | + 4 min 08 s     |
| 8e | Keegan Swirbul   | États-Unis | Floyd's Pro Cycling     | + 4 min 40 s     |
| 9e | Peter Stetina    | États-Unis | Trek-Segafredo          | + 5 min 22 s     |
| 10e | Matteo Badilatti | Suisse     | Israel Cycling Academy  | + 5 min 28 s     |